# Ricardo Santos
Ricardo Alex Costa Santos (Salvador de Bahia, 6 gennaio 1975) è un giocatore di beach volley brasiliano, campione olimpico ad Atene 2004.

## Biografia
Ha debuttato nel circuito professionistico internazionale il 15 settembre 1995 a Fortaleza, in Brasile, in coppia con Everaldo Alves Junior piazzandosi in 40ª posizione. Il 15 febbraio 1998 ha ottenuto la sua prima vittoria nel World tour a Rio de Janeiro, sempre in Brasile, insieme a José Marco de Melo. Nel massimo circuito FIVB ha trionfato per 52 volte con cinque partner differenti e per sei volte ha concluso la classifica finale in prima posizione.
Ha disputato quattro edizioni dei Giochi olimpici con tre differenti compagni ed in tre occasioni è salito sul podio: a Sydney 2000 ha vinto l'argento con José Marco de Melo, mentre con Emanuel Rego ha conquistato l'oro ad Atene 2004 ed il bronzo a Pechino 2008.
Ai campionati mondiali ha ottenuto quattro medaglie: una d'oro a Rio de Janeiro 2003 con Emanuel Rego e tre d'argento a Klagenfurt 2001, a Roma 2011 ed a Stare Jabłonki 2013, rispettivamente con José Loiola, con Márcio Araújo e con Álvaro Morais Filho.
Insieme ad Emanuel Rego ha vinto anche la medaglia d'oro ai XV Giochi panamericani di Rio de Janeiro nel 2007.

## Palmarès
Giochi olimpici
- 1 oro: a Atene 2004
- 1 argento: a Sydney 2000
- 1 bronzo: a Pechino 2008

Campionati mondiali
- 1 oro: a Rio de Janeiro 2003
- 3 argenti: a Klagenfurt 2001, a Roma 2011 ed a Stare Jabłonki 2013

Giochi panamericani
- 1 oro: a Rio de Janeiro 2007

World tour
- Vincitore per 6 volte della classifica generale: nel 2000, nel 2003, nel 2004, nel 2005, nel 2006 e nel 2007
- 99 podi: 53 primi posti, 24 secondi posti e 22 terzi posti

World tour - vittorie
| Data              | Località               | Nazione             | in coppia con       |
| ----------------- | ---------------------- | ------------------- | ------------------- |
| 15 febbraio 1998  | Rio de Janeiro         | Brasile             | José Marco de Melo  |
| 26 luglio 1998    | Marsiglia              | Francia             | José Marco de Melo  |
| 20 giugno 1999    | Toronto                | Canada              | José Marco de Melo  |
| 4 luglio 1999     | Berlino                | Germania            | José Marco de Melo  |
| 22 agosto 1999    | Santa Cruz de Tenerife | Spagna              | José Marco de Melo  |
| 5 dicembre 1999   | Vitória                | Brasile             | José Marco de Melo  |
| 28 maggio 2000    | Macao                  | Cina                | José Marco de Melo  |
| 9 luglio 2000     | Stavanger              | Norvegia            | José Marco de Melo  |
| 16 luglio 2000    | Lignano Sabbiadoro     | Italia              | José Marco de Melo  |
| 23 luglio 2000    | Marsiglia              | Francia             | José Marco de Melo  |
| 30 luglio 2000    | Espinho                | Portogallo          | José Marco de Melo  |
| 29 luglio 2001    | Espinho                | Portogallo          | José Loiola         |
| 4 settembre 2001  | Brisbane               | Australia           | José Loiola         |
| 14 luglio 2002    | Montréal               | Canada              | José Loiola         |
| 21 luglio 2002    | Marsiglia              | Francia             | José Loiola         |
| 4 agosto 2002     | Klagenfurt             | Austria             | José Loiola         |
| 6 luglio 2003     | Stavanger              | Norvegia            | Emanuel Rego        |
| 20 luglio 2003    | Marsiglia              | Francia             | Emanuel Rego        |
| 27 luglio 2003    | Espinho                | Portogallo          | Emanuel Rego        |
| 21 settembre 2003 | Carson                 | Stati Uniti         | Emanuel Rego        |
| 21 marzo 2004     | Salvador               | Brasile             | Emanuel Rego        |
| 30 maggio 2004    | Budua                  | Serbia e Montenegro | Emanuel Rego        |
| 6 giugno 2004     | Espinho                | Portogallo          | Emanuel Rego        |
| 4 luglio 2004     | Stavanger              | Norvegia            | Emanuel Rego        |
| 25 luglio 2004    | Stare Jabłonki         | Polonia             | Emanuel Rego        |
| 1º agosto 2004    | Klagenfurt             | Austria             | Emanuel Rego        |
| 19 giugno 2005    | Gstaad                 | Svizzera            | Emanuel Rego        |
| 3 luglio 2005     | Stavanger              | Norvegia            | Emanuel Rego        |
| 10 luglio 2005    | San Pietroburgo        | Russia              | Emanuel Rego        |
| 4 settembre 2005  | Atene                  | Grecia              | Emanuel Rego        |
| 23 ottobre 2005   | Salvador               | Brasile             | Emanuel Rego        |
| 29 ottobre 2005   | Acapulco               | Messico             | Emanuel Rego        |
| 4 giugno 2006     | Zagabria               | Croazia             | Emanuel Rego        |
| 25 giugno 2006    | Gstaad                 | Svizzera            | Emanuel Rego        |
| 2 luglio 2006     | Stavanger              | Norvegia            | Emanuel Rego        |
| 9 luglio 2006     | Marsiglia              | Francia             | Emanuel Rego        |
| 13 agosto 2006    | Stare Jabłonki         | Polonia             | Emanuel Rego        |
| 17 giugno 2007    | Espinho                | Portogallo          | Emanuel Rego        |
| 24 giugno 2007    | Parigi                 | Francia             | Emanuel Rego        |
| 8 luglio 2007     | Montréal               | Canada              | Emanuel Rego        |
| 5 agosto 2007     | Klagenfurt             | Austria             | Emanuel Rego        |
| 12 agosto 2007    | Kristiansand           | Norvegia            | Emanuel Rego        |
| 9 settembre 2007  | Stare Jabłonki         | Polonia             | Emanuel Rego        |
| 30 settembre 2007 | Fortaleza              | Brasile             | Emanuel Rego        |
| 8 giugno 2008     | Stare Jabłonki         | Polonia             | Emanuel Rego        |
| 15 giugno 2008    | Berlino                | Germania            | Emanuel Rego        |
| 26 aprile 2009    | Brasilia               | Brasile             | Emanuel Rego        |
| 3 luglio 2011     | Stavanger              | Norvegia            | Márcio Araújo       |
| 7 agosto 2011     | Klagenfurt             | Austria             | Pedro Cunha         |
| 28 agosto 2011    | L'Aia                  | Paesi Bassi         | Pedro Cunha         |
| 29 aprile 2012    | Mysłowice              | Polonia             | Pedro Cunha         |
| 27 maggio 2012    | Praga                  | Rep. Ceca           | Pedro Cunha         |
| 14 luglio 2013    | Gstaad                 | Svizzera            | Álvaro Morais Filho |

World tour - trofei individuali
- 2 volte miglior giocatore: nel 2005 e nel 2007
- 3 volte miglior giocatore in attacco: nel 2005, nel 2006 e nel 2007
- 1 volta miglior schiacciatore: nel 2005